# NGC 3156
NGC 3156 je galaksija u zviježđu Sekstantu. Galaksija je dio NGC 3169 Grupe.

## Vanjske poveznice
- SEDS: NGC 3156